# Стефаник Семен Васильович
Стефаник Семен Васильович (1 березня 1904, село Стецева, Снятинський повіт, Королівство Галичини та Володимирії — 15 березня 1981, Львів) — державний діяч УРСР. Член Ревізійної комісії КПУ в 1956—1960 роках. Кандидат у члени ЦК КПУ в 1960—1971 роках. Депутат Верховної Ради УРСР 7-го скликання. Депутат Верховної Ради СРСР 2—6-го скликань.

## Життєпис
Народився в родині відомого українського письменника Василя Стефаника. У 1923 році закінчив гімназію в місті Коломиї. З 1925 року навчався на правничому факультеті Львівського університету.
1930 року закінчив правничий факультет Львівського університету. У 1931—1936 роках — адвокат-практикант у місті Снятині Станіславського воєводства. У 1936 році склав адвокатський іспит. У 1936—1939 роках — адвокат-уповноважений Ревізійного союзу українських кооперативів у Львові.
У жовтні 1939 — липні 1941 року — завідувач юридичного бюро Львівської обласної спілки споживчої кооперації і уповноважений правління Спілки радянських письменників із захисту авторських прав.
Під час німецької окупації працював адвокатом, у 1944 році — науковий співробітник меморіального музею Василя Стефаника у селі Русові на Станіславщині. До листопада 1944 року — начальник обласного курортного управління Станіславського обласного відділу охорони здоров'я.
У листопаді 1944—1946 роках — старший викладач кримінального права Львівського університету.
У червні 1946 (затверджений в лютому 1947) — серпні 1953 року — заступник голови виконавчого комітету Львівської обласної ради депутатів трудящих.
Член ВКП(б) з 1949 року.
12 серпня 1953 — 17 лютого 1954 року — заступник голови Ради Міністрів Української РСР.
У лютому 1954 — січні 1963 року — голова виконавчого комітету Львівської обласної ради депутатів трудящих. У січні 1963 — грудні 1964 року — голови виконавчого комітету Львівської сільської обласної ради депутатів трудящих. У грудні 1964 — березні 1969 року — голова виконавчого комітету Львівської обласної ради депутатів трудящих.
З 1969 року — на пенсії.
У 1970 — березні 1981 року — директор Літературно-меморіального музею Івана Франка у Львові.
Похований на полі № 1 Личаківського цвинтаря.

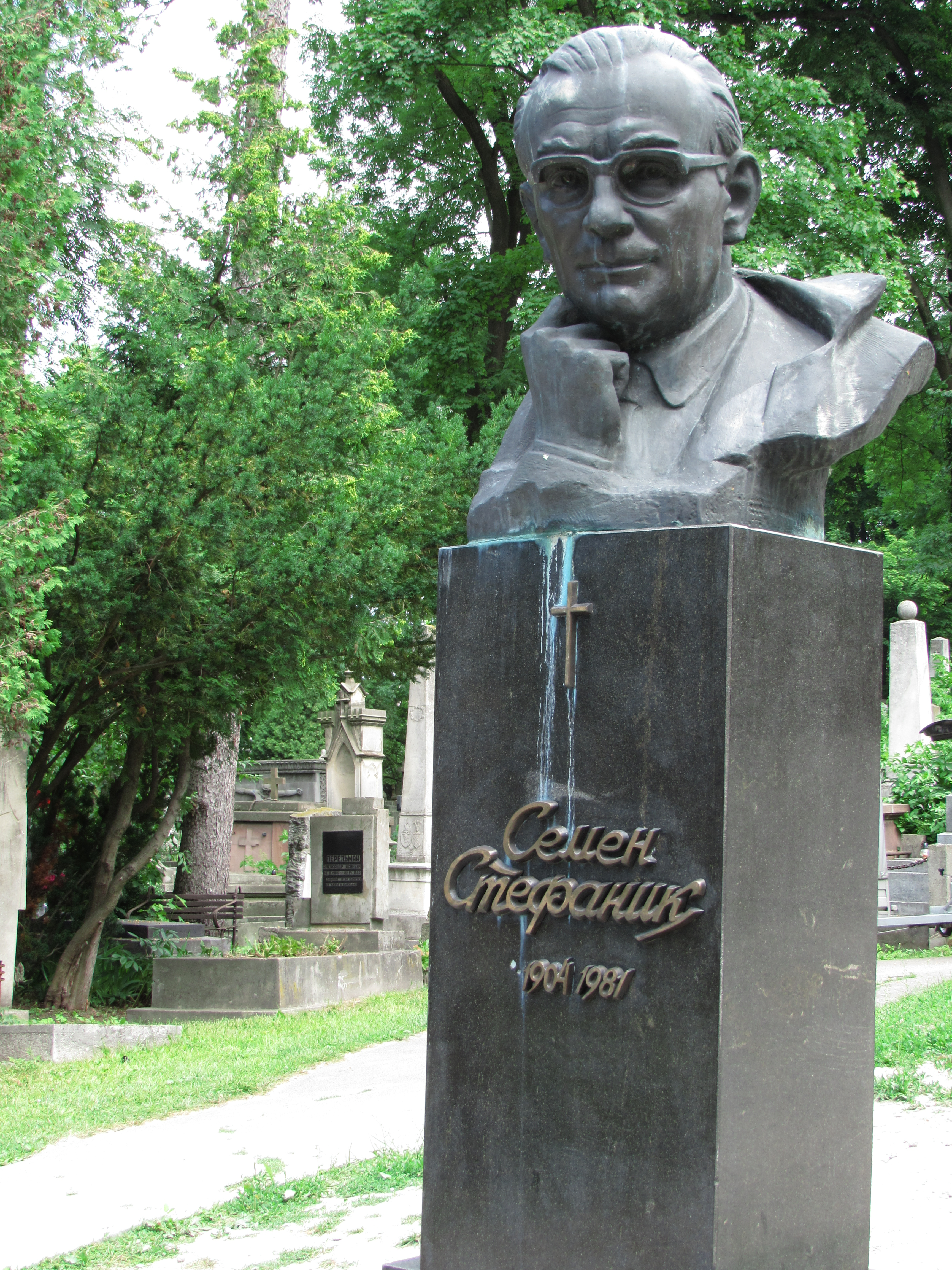
Надгробок Семена Стефаника на Личаківському цвинтарі у Львові

## Нагороди
- орден Леніна (26.02.1958)
- орден Жовтневої Революції
- орден Дружби народів (24.04.1979)
- три ордени Трудового Червоного прапора (23.01.1948, 7.03.1964)
- медалі